# 尼罗河巨蜥
尼罗河巨蜥是巨蜥科的一种体型较大的蜥蜴，体长可至120厘米到220厘米之间，广泛分布于非洲，但在非洲西部则由Varanus stellatus取代。